# Santa Joana (Aveiro)
Santa Joana è una parrocchia civile (freguesia) nel comune di Aveiro. La popolazione nel 2011 era di 8 094 abitanti, su una superficie di 5,85 km².